# 杜格·洛夫特
杜格·洛夫特（英語：Doug Loft；1986年12月26日—）是一名英格蘭足球運動員，司職左後衛。現效力英格蘭足球乙級聯賽球隊高車士打聯。他也效力過白禮頓及基寧咸等球會。

## 外部連結
- 足球数据库：杜格·洛夫特的球员统计数据